# Pelourinho de Maiorga

Localizado da freguesia de Maiorga, concelho de Alcobaça, distrito de Leiria.

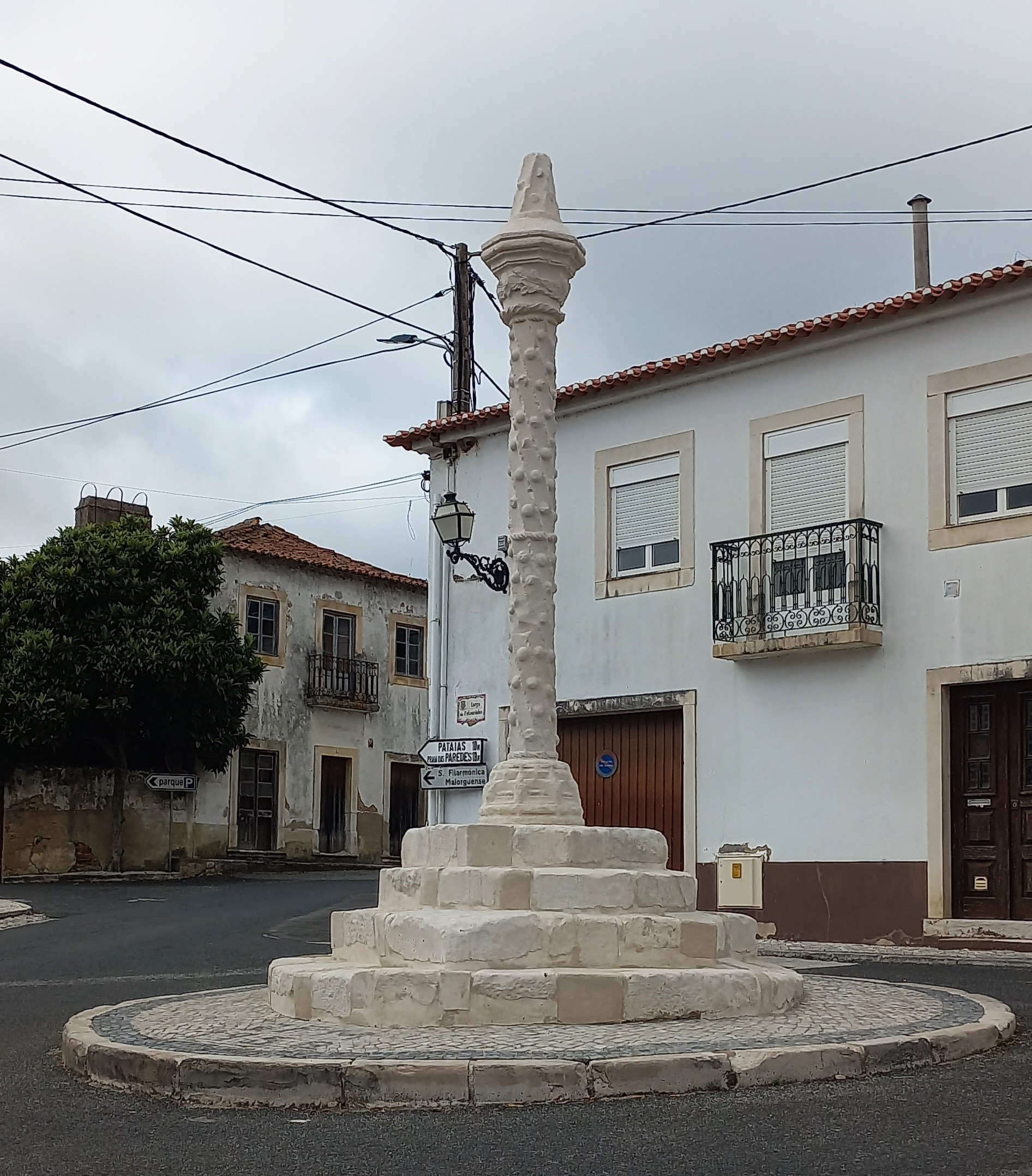
Pelourinho de Maiorga

Maiorga é uma das catorze antigas vilas dos Coutos de Alcobaça, e teve foral novo datado de 1514, atribuído pelo rei D. Manuel I; essa é a data provável de edificação do pelourinho de cunho quinhentista.
O monumento foi talhado em calcário. A coluna torsa ergue-se sobre uma base de quatro degraus, dois hexagonais e dois circulares; tem base octogonal e apresenta, nas arestas, elementos vegetalistas estilizados que lembram flores-de-lis; o fuste é decorado  com boleados distribuídos em faixas helicoidais, interrompidas por três anéis em torsão ao centro, junto à base e abaixo do capitel; o capitel compõe-se por cesto decorado por baixos relevos vegetalistas, ábaco octogonal e remate em forma piramidal truncada, que repete até ao vértice a decoração do fuste, mas com as faixas em sentido contrário às daquele.
Constitui um Imóvel de Interesse Público, classificação atribuída pelo Decreto 23 122 de 11 de Outubro de 1933.

Bibliografia
ALMEIDA, Álvaro Duarte de; BELO, Duarte – Portugal Património. Guia-Inventário. Vol. VI – Santarém-Setúbal, Rio de Mouro: Círculo de Leitores, 2007, p.27
Monumentos (consultado a 19 de Julho de 2024)